# Saison 2013-2014 du Football Club auscitain
La saison 2013-2014 du Football Club auscitain voit le FC Auch jouer en Pro D2.
C’est la dernière apparition du club dans le rugby professionnel.
L'équipe évolue cette saison encore sous les ordres des entraîneurs Grégory Patat et Julien Sarraute.
15e, Auch est relégué en Fédérale 1 après un quart de siècle dans les 30 premiers clubs français.

## Classement de la saison régulière
| Rang | Club                    | J  | V  | N | D  | Bo | Bd | Pm  | Pe  | Diff | Pts |
| ---- | ----------------------- | -- | -- | - | -- | -- | -- | --- | --- | ---- | --- |
| 1    | Lyon OU                 | 30 | 25 | 0 | 5  | 14 | 3  | 877 | 480 | +397 | 117 |
| 2    | SU Agen (R)             | 30 | 21 | 0 | 9  | 7  | 7  | 774 | 534 | +240 | 98  |
| 3    | Stade rochelais         | 30 | 21 | 1 | 8  | 7  | 5  | 723 | 476 | +247 | 98  |
| 4    | Section paloise         | 30 | 20 | 1 | 9  | 5  | 6  | 635 | 503 | +132 | 93  |
| 5    | RC Narbonne             | 30 | 18 | 1 | 11 | 8  | 6  | 801 | 603 | +198 | 88  |
| 6    | Tarbes PR               | 30 | 17 | 1 | 12 | 5  | 5  | 658 | 577 | +81  | 80  |
| 7    | Stade montois (R)       | 30 | 12 | 3 | 15 | 4  | 10 | 597 | 575 | +22  | 68  |
| 8    | CS Bourgoin-Jallieu (P) | 30 | 13 | 2 | 15 | 4  | 7  | 597 | 598 | -1   | 67  |
| 9    | Colomiers Rugby         | 30 | 13 | 2 | 15 | 1  | 9  | 568 | 532 | +36  | 66  |
| 10   | AS Béziers              | 30 | 11 | 1 | 18 | 3  | 11 | 521 | 688 | -167 | 60  |
| 11   | Stade aurillacois       | 30 | 12 | 0 | 18 | 4  | 7  | 602 | 709 | -107 | 59  |
| 12   | SC Albi                 | 30 | 11 | 2 | 17 | 1  | 5  | 603 | 728 | -125 | 54  |
| 13   | US Dax                  | 30 | 11 | 2 | 17 | 0  | 5  | 457 | 705 | -248 | 53  |
| 14   | US Carcassonne          | 30 | 10 | 0 | 20 | 0  | 10 | 580 | 795 | -215 | 50  |
| 15   | FC Auch                 | 30 | 8  | 3 | 19 | 2  | 4  | 485 | 759 | -274 | 44  |
| 16   | US bressane (P)         | 30 | 7  | 1 | 22 | 0  | 11 | 537 | 753 | -216 | 41  |

|  | Champion de France de Pro D2, promu en Top 14 (no 1).                                                                   |
|  | Participation aux phases finales de barrage pour déterminer le vice-champion, promu en Top 14 (no 2, no 3, no 4, no 5). |
|  | Relégation en Fédérale 1 (no 15 et no 16).                                                                              |
|  | R : relégués 2013 • P : promus 2013                                                                                     |

Attribution des points : victoire sur tapis vert : 5, victoire : 4, match nul : 2, défaite : 0, forfait : -2 ; plus les bonus (offensif : 3 essais de plus que l'adversaire ; défensif : défaite par 7 points d'écart ou moins; les deux bonus peuvent se cumuler : ainsi une équipe qui perdrait 21-24 en ayant inscrit trois essais tandis que le vainqueur a marqué 8 pénalités marquerait deux points).
Règles de classement : 1. points terrain (bonus compris) ; 2. points terrain obtenus dans les matches entre équipes concernées ; 3. différence de points dans les matches entre équipes concernées ; 4. différence entre essais marqués et concédés dans les matches entre équipes concernées ; 5. différence de points générale ; 6. différence entre essais marqués et concédés ; 7. nombre de points marqués ; 8. nombre d'essais marqués ; 9. nombre de forfaits n'ayant pas entraîné de forfait général ; 10. place la saison précédente.

### Tableau synthétique des résultats
L'équipe qui reçoit est indiquée dans la colonne de gauche.
| Clubs               | AGE   | ALB   | AUC   | AUR   | BEZ   | BEB   | BOU   | CAR   | COL   | DAX   | LOU   | MDM   | NAR   | PAU   | ASR   | TAR   |
| ------------------- | ----- | ----- | ----- | ----- | ----- | ----- | ----- | ----- | ----- | ----- | ----- | ----- | ----- | ----- | ----- | ----- |
| SU Agen             |       | 28-17 | 44-32 | 27-21 | 28-16 | 27-22 | 39-12 | 41-13 | 36-14 | 30-17 | 20-19 | 14-9  | 51-6  | 19-6  | 33-18 | 36-22 |
| SC Albi             | 12-17 |       | 22-15 | 30-29 | 33-15 | 31-24 | 16-6  | 24-13 | 21-19 | 36-5  | 10-30 | 25-29 | 28-24 | 19-20 | 12-25 | 14-26 |
| FC Auch             | 22-17 | 29-29 |       | 13-21 | 23-16 | 16-11 | 36-26 | 31-13 | 28-28 | 16-16 | 13-31 | 0-19  | 13-6  | 12-9  | 13-17 | 31-28 |
| Stade aurillacois   | 25-21 | 30-19 | 29-6  |       | 30-24 | 34-7  | 19-6  | 18-12 | 8-18  | 33-12 | 9-11  | 42-12 | 29-32 | 16-18 | 9-16  | 27-18 |
| AS Béziers          | 30-24 | 28-8  | 22-12 | 34-19 |       | 25-18 | 17-24 | 20-23 | 22-21 | 12-10 | 12-9  | 25-20 | 16-15 | 19-20 | 18-20 | 20-19 |
| US bressane         | 21-37 | 22-23 | 36-25 | 35-12 | 19-13 |       | 20-13 | 23-32 | 12-15 | 29-11 | 24-27 | 19-19 | 12-38 | 21-25 | 9-23  | 23-16 |
| CS Bourgoin-Jallieu | 12-6  | 9-12  | 32-6  | 38-17 | 19-13 | 18-13 |       | 20-29 | 18-19 | 37-3  | 34-33 | 37-31 | 23-16 | 33-12 | 16-16 | 22-9  |
| US Carcassonne      | 12-26 | 43-31 | 30-27 | 23-25 | 22-20 | 17-19 | 16-18 |       | 19-12 | 18-16 | 38-52 | 19-13 | 13-23 | 27-33 | 14-34 | 26-31 |
| Colomiers rugby     | 22-35 | 6-6   | 29-6  | 50-3  | 19-12 | 19-9  | 18-12 | 29-13 |       | 20-3  | 23-24 | 18-11 | 32-16 | 9-15  | 14-20 | 9-19  |
| US Dax              | 23-18 | 22-8  | 14-11 | 30-16 | 27-13 | 23-20 | 25-25 | 20-26 | 18-15 |       | 11-34 | 18-15 | 18-20 | 11-10 | 12-9  | 26-15 |
| Lyon OU             | 19-16 | 32-25 | 40-12 | 45-16 | 52-5  | 64-3  | 22-6  | 35-10 | 27-10 | 31-8  |       | 34-17 | 25-6  | 39-7  | 25-14 | 31-13 |
| Stade montois       | 9-12  | 31-18 | 33-10 | 26-19 | 11-11 | 29-6  | 16-12 | 18-12 | 24-33 | 40-0  | 14-21 |       | 15-10 | 12-12 | 31-28 | 21-15 |
| RC Narbonne         | 33-24 | 40-19 | 59-0  | 34-23 | 52-12 | 36-26 | 39-9  | 56-10 | 22-19 | 64-20 | 22-6  | 19-13 |       | 25-19 | 25-17 | 19-19 |
| Section paloise     | 12-11 | 28-27 | 27-12 | 20-9  | 41-7  | 34-15 | 33-20 | 38-7  | 16-0  | 21-15 | 19-22 | 25-15 | 25-15 |       | 18-19 | 37-10 |
| Stade rochelais     | 17-25 | 41-9  | 17-6  | 29-0  | 27-7  | 37-10 | 29-24 | 22-15 | 37-13 | 23-10 | 26-27 | 32-16 | 48-17 | 28-23 |       | 18-3  |
| Tarbes Pyrénées     | 21-12 | 42-19 | 38-9  | 43-14 | 23-17 | 14-9  | 18-16 | 20-15 | 20-15 | 40-13 | 37-10 | 29-28 | 19-12 | 9-12  | 22-16 |       |

|  | Victoire à domicile |  | Match nul |  | Défaite à domicile |

## Effectif
- Arrières : Mathieu Vignes, Olivier Grimaud, Martin Prat[2]
- Ailiers : Patrick Bosque, Viliame Maya, Thomas Bastellica, Camille Canivet, Jordan Puletua, Sébastien Ascarat , Maxime Eberland
- Centres : Jonathan Brethous, Florian Lacotte, Nathan Thierry, Paulin Riva, Cyril André
- Ouvreurs : Maxime Forgeois, Benjamin Caminati, Brandon Fajardo
- Demis de mêlée : Christophe Clarac, Clément Briscadieu
- Troisièmes lignes centre : Mathieu De Pauw, Frédéric Medves
- Troisièmes lignes aile : Sullivan Bonpoil, Richard Jenkins, Julien Malaret, Mathieu Maggesi, Damien Larrieu, Julien Côme, Jonathan Elgoyhen
- Deuxièmes lignes : Lionel Dargier, Mickaël Lacroix, Russlan Boukerou, Andrew Chauveau
- Talonneurs : Sébastien Bruère, Luc Bissuel, Kevin Le Guen
- Piliers : Fabien Magnan, Sylvain Abadie, Benjamin Sicaud, Jérémy Boyadjis, Gaëtan Guyon, Tornike Lomidze, Jordan Rocca, Romain Brison